# Lindleyalis
Lindleyalis é um género botânico pertencente à família das orquídeas (Orchidaceae).